# 早野亮
早野 亮（はやの りょう、1976年 - ）は、日本映画の編集技師。兵庫県西宮市出身。

## 主な作品

### 映画
- 家族X（吉田光希監督/2011年）
- 大鹿村騒動記（阪本順治監督/2011年）
- ファイナル・ジャッジメント（浜本正機監督/2012年）
- ぼっちゃん（大森立嗣監督/2013年）
- さよなら渓谷（大森立嗣監督/2013年）
- 人類資金（阪本順治監督/2013年）
- まほろ駅前狂騒曲（大森立嗣監督/2014年）
- 人の望みの喜びよ（杉田真一監督/2015年）
- ストレイヤーズ・クロニクル（瀬々敬久監督/2015年）
- ジョーのあした 辰吉丈一郎との20年（阪本順治監督/2016年）
- 64-ロクヨン- 前編/後編（瀬々敬久監督/2016年）
- セトウツミ（大森立嗣監督/2016年）
- GANTZ:O （川村泰監督/2016年）
- なりゆきな魂、（瀬々敬久監督/2017年）
- 3月のライオン（大友啓史監督/2017年）
- オトトキ（松永大司監督/2017年）
- 光（大森立嗣監督/2017年）
- 8年越しの花嫁（瀬々敬久監督/2017年）
- 友罪（瀬々敬久監督2018年）
- 菊とギロチン（瀬々敬久監督2018年）
- 日日是好日（大森立嗣監督/2018年）
- 億男（大友啓史監督/2018年）
- 鈴木家の嘘（野尻克己監督/2018年）
- 母を亡くした時、僕は遺骨を食べたいと思った。（大森立嗣監督/2019年）
- 恋するふたり（稲葉雄介監督/2019年）
- 楽園（瀬々敬久監督/2019年）
- 影裏（大友啓史監督/2020年）
- MOTHER マザー（大森立嗣監督/2020年）
- 糸（瀬々敬久監督/2020年）
- 星の子（大森立嗣監督/2020年）
- 護られなかった者たちへ（瀬々敬久監督/2021年）
- Pure Japanese（松永大司監督/2022年）
- とんび（瀬々敬久監督/2022年）
- こちらあみ子（森井勇佑監督/2022年）
- グッバイ・クルエル・ワールド （大森立嗣監督/2022年）
- わたしのお母さん（杉田真一監督/2022年）
- ラーゲリより愛を込めて（瀬々敬久監督/2022年）
- エゴイスト（松永大司監督/2023年）
- せかいのおきく（阪本順治監督/2023年）
- 春に散る（瀬々敬久監督/2023年）
- 月（石井裕也監督/2023年）
- 愛にイナズマ（石井裕也監督/2023年）
- ペナルティループ（荒木伸二監督/2024年）
- 湖の女たち（大森立嗣監督/2024年）
- 九十歳。何がめでたい（前田哲監督/2024年）
- ルート29（森井勇佑監督/2024年）
- 少年と犬（瀬々敬久監督/2025年）

### 短編映画
- 大きな財布（杉田真一監督/2012年）
- 2.11（大森立嗣監督/2012年）
- この森を通り抜ければ（瀬々敬久監督/2012年）
- ポッポー町の人々（鈴木卓爾監督/2012年）
- アルクニ物語（山本政志監督/2012年）
- しば田とながお（ヤン・イクチュン監督/2013年）
- サンライズ・サンセット（橋口亮輔監督/2013年）
- ありふれたライブテープにfocus（山下敦弘監督/2013年）
- タコスな夜（山本政志監督/2013年）
- 半径3キロの世界（菊池清嗣監督/2013年）
- エンドローラーズ（吉野耕平監督/2015年）
- カナリア（松永大司監督/2018年）
- 碧朱（松永大司監督/2018年）
- On The Way（松永大司監督/2019年）
- My Laughter, Your Laughter-（渡辺謙作監督/2020年）
- その誘惑（荒木伸二監督/2025年）

### TVドラマ
- 深夜食堂2（2011年、MBS）
- かなたの子（2013年、大森立嗣監督、WOWOW）
- 大島渚の帰る家〜妻・小山明子との53年〜（2013年、瀬々敬久監督、NHK BSプレミアム）
- 罪人の嘘（2014年、瀬々敬久監督、WOWOW）
- おかしの家（2015年、石井裕也監督、TBS）
- 女性作家ミステリーズ 美しき三つの嘘 第3話「平凡」（2016年1月4日、瀬々敬久監督、フジテレビ）
- 悪党〜加害者追跡調査〜（2019年、瀬々敬久監督、WOWOW）
- 夜のあぐら 〜姉と弟と私〜（2022年、BS松竹東急）- 野尻克己監督
- デフ・ヴォイス 法廷の手話通訳士（2023年NHK総合・NHK BS4K 渡辺一貴監督）
- 完全無罪（2024年、大森立嗣監督、WOWOW）

## 受賞歴
- 2017年 - 第40回日本アカデミー賞 優秀編集賞『64-ロクヨン- 前編』[3]
- 2022年 - 第45回日本アカデミー賞 優秀編集賞『護られなかった者たちへ』
- 2024年-『愛にイナズマ』 日本映画テレビ編集協会第30回JSE賞 、第77回日本映画テレビ技術協会映像技術賞
- 映画『ペナルティループ』ファンタジア国際映画祭2024で編集賞